# Vuelta a Andalucía 1981
La 27ª edición de la Vuelta a Andalucía se disputó entre el 3 y el 8 de febrero de 1981 con un recorrido de 792,30 km dividido en un prólogo y 5 etapas, una de ellas doble, con inicio en Rincón de la Victoria y final en Santa Pola. 
Participaron 72 corredores repartidos en 9 equipos de los que sólo lograron finalizar la prueba 62 ciclistas.
El vencedor, el  holandés Jos Schipper, cubrió la prueba a una velocidad media de 33,886 km/h. La clasificación de la regularidad fue para el  belga Freddy Maertens, mientras que en la clasificación de la montaña y en la de metas volantes se impusieron respectivamente los corredores holandeses Peter Zijerveld y Martin Havik.

## Etapas
| Etapa   | Fecha        | Recorrido                                             | Km        | Ganador de la etapa |
| Prólogo | 3 de febrero | Rincón de la Victoria - Rincón de la Victoria         | 2,2 (CRE) | Teka                |
| 1ª      | 4 de febrero | Rincón de la Victoria - Almuñécar                     | 181,0     | Jos Schipper        |
| 2ª      | 5 de febrero | El Ejido - Roquetas de Mar                            | 156,0     | Martin Havik        |
| 3ª      | 6 de febrero | Almería - Águilas                                     | 155,0     | Félix Pérez         |
| 4ª      | 7 de febrero | Totana - San Javier                                   | 162,0     | Freddy Maertens     |
| 5ª (a)  | 8 de febrero | Los Pozuelos de Calatrava - Los Pozuelos de Calatrava | 4,3 (CRI) | Jos Lammertink      |
| 5ª (b)  | 8 de febrero | San Pedro de Pinatar - Santa Pola                     | 124,0     | Johan Van Der Meer  |